# Kiskassa
Kiskassa (németül: Kascha) község Baranya vármegyében, a Siklósi járásban.

## Fekvése
Pécstől dél-délkeletre, Villánytól északnyugatra fekszik, földrajzi értelemben a Mecsek és a Villányi-hegység közötti terület része. 
A szomszédos települések: észak felől Birján, északkelet felől Belvárdgyula, délkelet felől Nagybudmér, dél felől Ivánbattyán, délnyugat felől Palkonya és Újpetre, nyugat felől Pécsdevecser, északnyugat felől pedig Peterd.

### Megközelítése
Zsáktelepülés, csak közúton érhető el, a Pécs-Siklós közti 5711-es útról letérve, Pécsdevecser érintésével, az 57 127-es számú mellékúton. Vasútvonal nem érinti.

## Története
Kiskassa nevét az 1332 és 1337 közötti pápai tizedlajstrom említette először Kacha alakban írva, mely a Kasa, Kosa személynévből származhatott. A falu a 11. századtól a pécsi káptalan birtoka volt.
A török korban a falu elnéptelenedett, majd a néptelenné vált településre Boszniából érkezett szerbek telepedtek le 1691-ben. A falu szerb lakossága a Rákóczi-szabadságharc idején a kurucok elől a Dráván túli területekre menekült, később azonban (1712-ben) visszatértek a faluba. A 17. század elején a Batthyány család birtoka lett a falu. 1740 körül a falu népessége kicserélődött, németek telepedtek le a faluban. A 19. század második felétől a falunak már kevés, nem német lakosa is volt. A második világháború után pedig a német lakosság nagy részét kitelepítették.
A község Baranya aprófalvas települései közé tartozik. Bölcsőde, óvoda és általános iskola nincs Kiskassán. Újpetre, Peterd és Pécsdevecser községekkel hozott létre körjegyzőséget. Infrastrukturális ellátottsága átlagos. A vezetékes ivóvízhálózat 1992-ben épült ki, az ezzel ellátott lakások aránya a 21. század elején már teljes.
2012-re a római katolikus templom tornya elvált a főhajótól, megsüllyedt. A javításokért a helyi német kisebbségi önkormányzat igyekszik pénzt gyűjteni.

## Közélete

### Polgármesterei
- 1990–1994: Hornung Ervin (független)[4]
- 1994–1998: Kresz Ernő (független)[5]
- 1999–2002: Kresz Ernő (független)[6]
- 2002–2006: Zöld Gyula (független)[7]
- 2006–2010: Szilasi Tamás (független)[8]
- 2010–2011: Balogh Zoltán (független)[9]
- 2012–2014: Veszprémi Istvánné (független)[10]
- 2014–2019: Veszprémi Istvánné (független)[11]
- 2019–2024: Veszprémi Istvánné (független)[12]
- 2024– : Veszprémi Istvánné (független)[1]

A településen az 1998. október 18-án megtartott önkormányzati választás után, a polgármester-választás tekintetében nem lehetett eredményt hirdetni, az első helyen kialakult szavazategyenlőség miatt. Aznap a 241 szavazásra jogosult lakos közül 207 fő járult az urnákhoz, öten érvénytelen szavazatot adtak le, az érvényes szavazatokból pedig egyformán 71-71 esett a négy jelölt közül kettőre, a független Kresz Ernő addigi polgármesterre és a független német kisebbségi jelöltként induló Matkovits Kretz Eleonórára. Az emiatt szükségessé vált időközi választás, amit 1999. április 25-én tartottak meg, a korábbi polgármester nagy arányú, magabiztos győzelmével zárult.
Bő egy évtizeddel később, 2012. március 11-én újból időközi polgármester-választást kellett tartani Kiskassán, ezúttal az előző polgármester lemondása okán.

## Népesség
A település népességének változása:
| Lakosok száma | 252  | 250  | 252  | 219  | 223  | 216  | 224  | 229  |
|               | 2013 | 2014 | 2015 | 2019 | 2021 | 2022 | 2023 | 2024 |

A 2011-es népszámlálás során a lakosok 90,8%-a magyarnak, 0,4% horvátnak, 0,4% lengyelnek, 36,9% németnek, 1,2% szerbnek mondta magát (4,4% nem nyilatkozott; a kettős identitások miatt a végösszeg nagyobb lehet 100%-nál). A vallási megoszlás a következő volt: római katolikus 65,9%, református 10,8%, evangélikus 0,8%, görögkatolikus 0,8%, felekezeten kívüli 9,6% (10,8% nem nyilatkozott).
2022-ben a lakosság 90,7%-a vallotta magát magyarnak, 30,1% németnek, 1,9% cigánynak, 0,5% horvátnak, 6,9% egyéb, nem hazai nemzetiségűnek (5,1% nem nyilatkozott; a kettős identitások miatt a végösszeg nagyobb lehet 100%-nál). Vallásuk szerint 36,1% volt római katolikus, 9,3% református, 0,9% görög katolikus, 0,5% egyéb katolikus, 20,4% felekezeten kívüli (32,4% nem válaszolt).

## Nevezetességei

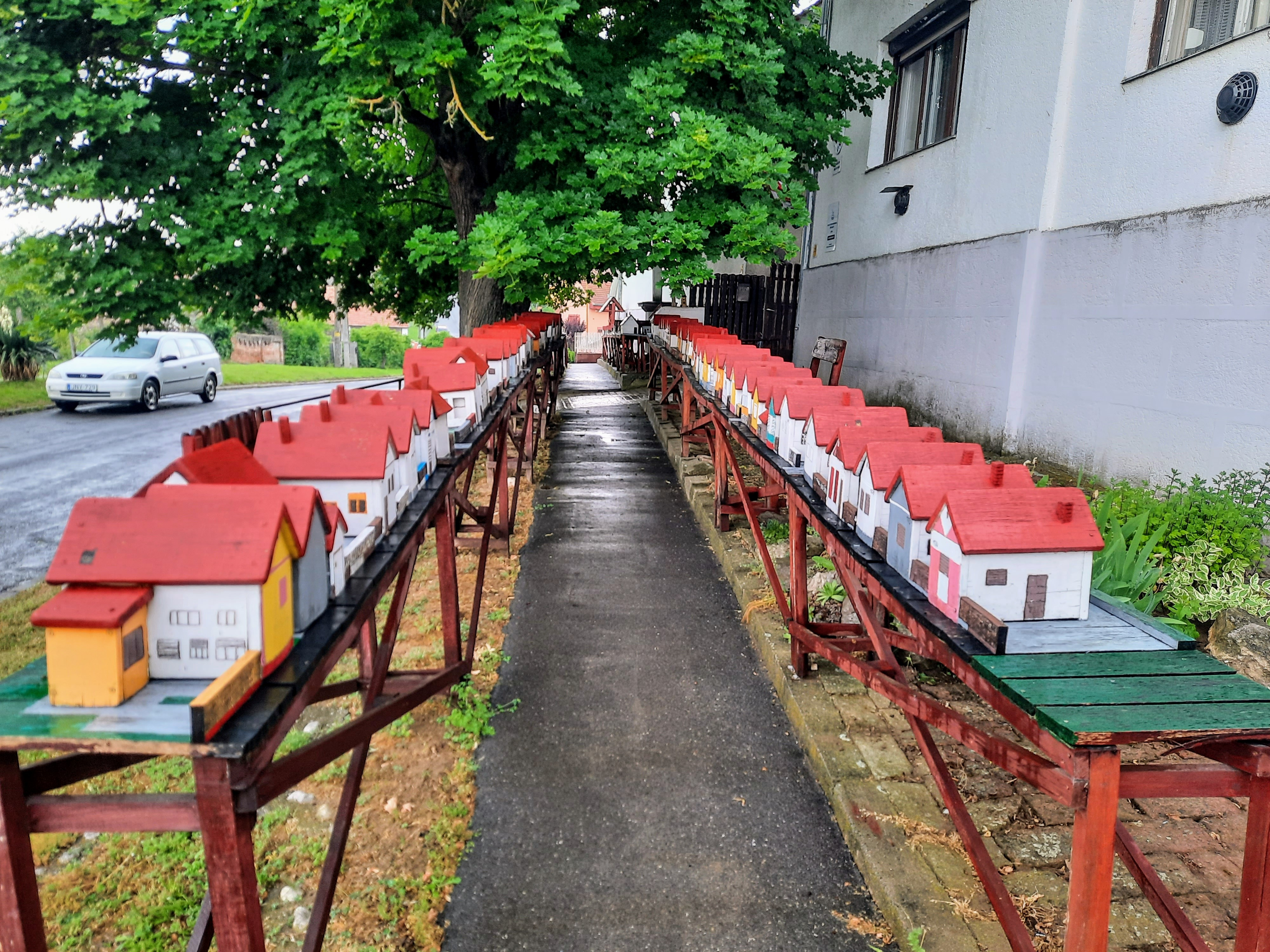
Makettfalu

- Római katolikus temploma – 1771-ben épült Szent Anna tiszteletére.